# Alex Bilokur
Leonid „Alex“ Bilokur (russisch Леонид Билокур; * 1976) ist ein russischer Unternehmer und Pokerspieler. Er gewann 2012 das High Roller des PokerStars Caribbean Adventures auf den Bahamas und 2014 ein Bracelet bei der World Series of Poker.

## Persönliches
Bilokur ist Inhaber seines eigenen Unternehmens. Er ist verheiratet und zweifacher Vater. Er lebt in Moskau.

## Pokerkarriere
Bilokur bezeichnet das Pokerspielen als Hobby. Seine erste Geldplatzierung bei einem Live-Turnier erzielte er Mitte September 2009 in Scharm asch-Schaich. Bilokur reiste im März 2010 ohne große vorherige Pokererfahrung zur European Poker Tour (EPT) nach Berlin und entschied dort ein Side-Event mit einer Siegprämie von 174.000 Euro für sich. Mitte Januar 2012 gewann er das High Roller des PokerStars Caribbean Adventures (PCA) auf den Bahamas und sicherte sich den Hauptpreis von mehr als 1,1 Millionen US-Dollar. Im Juni 2012 war der Russe erstmals bei der World Series of Poker (WSOP) im Rio All-Suite Hotel and Casino am Las Vegas Strip erfolgreich und kam bei vier Turnieren der Variante Texas Hold’em in die Geldränge. Beim EPT High Roller in Barcelona wurde er Ende August 2012 Zweiter und erhielt aufgrund eines Deals mit dem Franzosen Laurent Polito das meiste Preisgeld von knapp 300.000 Euro. Im Januar 2014 setzte sich Bilokur bei einem PCA-Turnier durch, was ihm über 200.000 US-Dollar einbrachte. Beim High Roller der EPT in Sanremo belegte er im April 2014 den mit rund 120.000 Euro dotierten dritten Platz. Bei der WSOP 2014 gewann der Russe die Weltmeisterschaft in Pot Limit Hold’em und sicherte sich neben der Siegprämie von knapp 400.000 US-Dollar ein Bracelet. Seitdem blieben größere Erfolge in seiner Pokerkarriere aus.
Insgesamt hat sich Bilokur mit Poker bei Live-Turnieren mehr als 3,5 Millionen US-Dollar erspielt.